# ميكويل سولير
ميكويل سولير (بالإسبانية: Miquel Soler) ، من مواليد 16 مارس 1965 ، لاعب كرة قدم إسباني سابق.
لعب مع منتخب إسبانيا لكرة القدم.

## روابط خارجية
- ميكويل سولير على موقع قاعدة بيانات كرة القدم.إي يو (الإنجليزية)
- ميكويل سولير على موقع ناشيونال فوتبول تيمز (الإنجليزية)
- ميكويل سولير على موقع عالم كرة القدم.نت (الإنجليزية)